# 1933 у футболі
Нижче наведені футбольні події 1933 року у всьому світі.

## Засновані клуби
- Вестерло (Бельгія)
- Ред Булл (Зальцбург) (Австрія)

## Національні чемпіони
- Аргентина: Сан-Лоренсо де Альмагро
- Англія: Арсенал
- Іспанія: Реал Мадрид
- Німеччина: Фортуна (Дюссельдорф)
- Польща: Рух (Хожув)
- Туреччина: Фенербахче
- Угорщина: Уйпешт
- Шотландія: Рейнджерс